# ويل جيل
ويل جيل هو مصور كندي، ولد في 5 يوليو 1968 في أوتاوا في كندا.

## وصلات خارجية
- الموقع الرسمي